# Скиендил, Меган Мейок
Меган Мейок Скиендил (анг. Megan Meiyok Skiendiel, род. 10 февраля 2006 года), мононимно известная так же как Меган — американская певица, танцор и актриса компаний HYBE и Geffen Records. Она является участницей женской группы KATSEYE.

## Ранняя жизнь, пре-дебютная деятельность
Меган Мейок Скиендил родилась 10 февраля 2006 года в Гонолулу, Гавайи, США. Её мать имеет сингапурско-китайское происхождение, а отец — американско-шведское. У неё есть старший брат. Меган владеет английским, базовым кантонским диалектом и базовым французским языками. Её среднее имя (Мейок) является так же её китайским именем и прозвищем.
У Меган была диагностирована дислексия, и с 4 класса она находилась на онлайн обучении. В детстве артистка занималась множеством видов танцев, включая хип-хоп, балет, джаз-фанк и другие.
В 2015 году она и вся её семья были участниками массовки в фильме «Мир юрского периода». В 2017 году приняла участие в создании игры The Elder Scrolls Legends: The Fall of the Dark Brotherhood, озвучив персонажа Баббет, в 2021 году снялась в эпизодической роли в сериале от Disney «От Сидни к Максу», в 2022 году появилась в сериалах «Босх: Наследие» и «Ripple Effect». Так же сама артистка поделилась информацией о том, что какое-то время была стажером в J-pop компании.

## Карьера
В ноябре 2021 года Hybe UMG и Geffen Records объявили о поиске участниц для женской группы в рамках совместного проекта Hybe x Geffen Records. Прослушивания, проведённые в Южной Корее, США, Японии и Великобритании в 2022 году, были направлены на создание группы, которая «превзойдет национальные, культурные и художественные границы». В интервью Korea JoongAng Daily основатель Hybe Пан Си Хёк выразил намерение продвигать получившуюся группу на американском рынке.
Из более чем 120 000 заявок были отобраны двадцать претенденток для участия в реалити-шоу The Debut: Dream Academy, 20 августа 2023 года Меган была представлена публике. 18 ноября она вместе с Даниэлой, Ларой, Софией, Юнче и Манон вошла в финальный состав группы.
В сентябре 2024 года во время азиатского тура группы было объявлено, что артистка приостановит свою деятельность из-за травмы спины.

## Личная жизнь
У Меган официально диагностированы дислексия и псориаз, а также в июне 2025 года она рассказала что борется с тревожностью.
6 июня 2025 года во время прямой трансляции на платформе Weverse артистка совершила каминг-аут как бисексуалка.

## Фильмография

### Реалити - шоу
| Год  | Название                  | Примечание                                        |
| ---- | ------------------------- | ------------------------------------------------- |
| 2024 | Dream Academy             | Шоу на выживание, определившее участниц KATSEYE   |
| 2024 | Pop Star Academy: Katseye | Документальный фильм о подготовке группы к дебюту |

### Сериалы
| Год  | Название         | Роль   |
| ---- | ---------------- | ------ |
| 2021 | От Сидни к Максу | Тамира |
| 2022 | Босх: Наследие   |        |
| 2022 | Ripple Effect    | Айви   |